# Василівське (заповідне урочище)
Васи́лівське — заповідне урочище місцевого значення в Україні. Об'єкт розташований на території Новомиргородського району Кіровоградської області, на південь від села Василівка. 
Площа 56,8 га. Статус присвоєно згідно з рішенням Кіровоградської обласної ради № 214 від 17.12.1993 року. Перебуває у віданні ДП «Олександрівський лісгосп» (Новомиргородське лісництво, кв. 19). 
Статус присвоєно для збереження частини лісового масиву з насадженнями дуба, акації білої та гледичії колючої.